# Międzylesie (gmina)
Międzylesie – gmina miejsko-wiejska w województwie dolnośląskim, w powiecie kłodzkim. W latach 1975–1998 gmina położona była w województwie wałbrzyskim.
Siedziba gminy to Międzylesie.
Według danych z 30 czerwca 2004 gminę zamieszkiwały 7643 osoby. Natomiast według danych z 30 czerwca 2020 roku gminę zamieszkiwało 7155 osób.
Lasy stanowią 31,2%, zaś użytki rolne 62,9% ogólnej powierzchni gminy.
Obszar gminy położony jest na wysokości od 440 do 1326,1 m n.p.m. w obrębie dwóch makroregionów: Sudetów Wschodnich oraz Sudetów Środkowych, pomiędzy Górami Bystrzyckimi (Czerniec 891 m n.p.m.) od zachodu i Masywem Śnieżnika od wschodu (Mały Śnieżnik 1326,1 m n.p.m.). Przez gminę przebiegają dwa główne szlaki komunikacyjne: droga krajowa nr 33 (Kłodzko-Boboszów) i linia kolejowa o znaczeniu międzynarodowym Wrocław-Praga. Przejścia graniczne: drogowe Boboszów-Dolna Lipka, kolejowe w Międzylesiu i trzy turystyczne (Kamieńczyk, Jodłów i Niemojów).
Miejscem szczególnym ze względu na fakt, że zbiegają się tu granice zlewisk trzech mórz: Bałtyckiego, Czarnego i Północnego, jest Trójmorski Wierch (1145 m n.p.m.), jedyny taki punkt w Europie Środkowej.

## Struktura powierzchni
Według danych z roku 2002 gmina Międzylesie ma obszar 189,03 km², w tym:
- użytki rolne: 61%
- użytki leśne: 32%

Gmina stanowi 11,5% powierzchni powiatu.

## Demografia

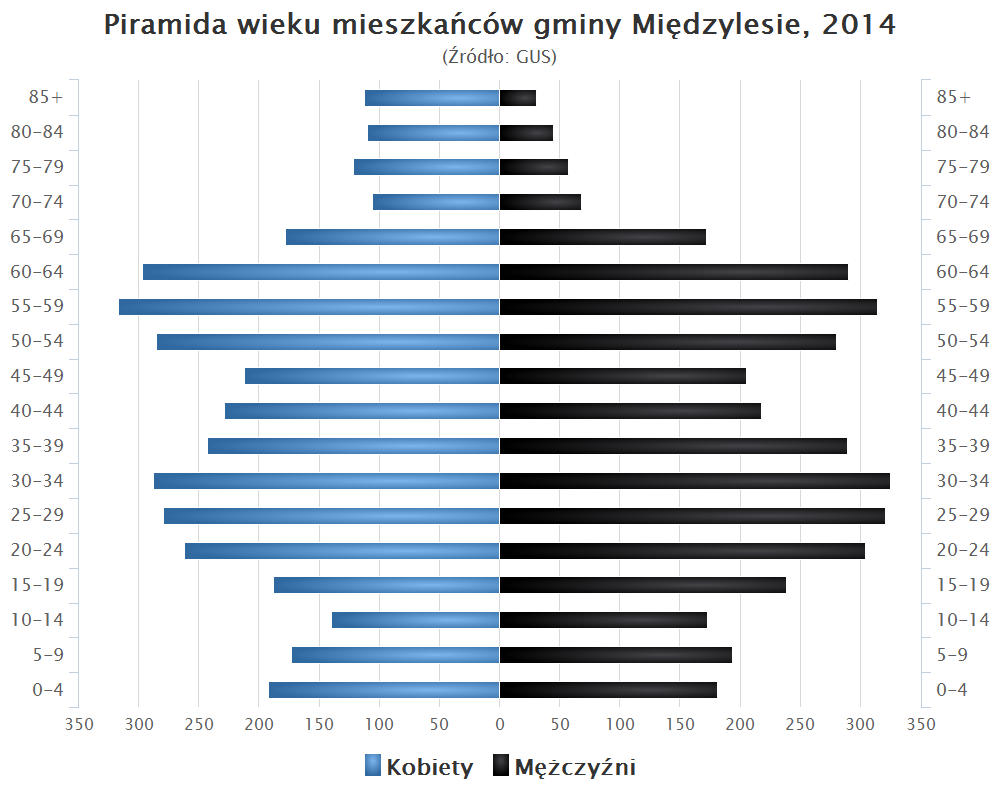
Piramida wieku mieszkańców gminy Międzylesie w 2014 roku

Dane z 30 czerwca 2004:
| Opis                              | Ogółem | Ogółem | Kobiety | Kobiety | Mężczyźni | Mężczyźni |
| --------------------------------- | ------ | ------ | ------- | ------- | --------- | --------- |
| Jednostka                         | osób   | %      | osób    | %       | osób      | %         |
| Populacja                         | 7643   | 100    | 3837    | 50,2    | 3806      | 49,8      |
| Gęstość zaludnienia [mieszk./km²] | 40,4   | 40,4   | 20,3    | 20,3    | 20,1      | 20,1      |

## Polityka i administracja

### Władze gminy
Międzylesie ma status gminy miejsko-wiejskiej. Jego mieszkańcy wybierają do swojej rady miasta i gminy piętnastu radnych w jednomandatowych okręgach wyborczych, którym przyporządkowane jest dziewięć stałych obwodach głosowania. Zasady i tryb przeprowadzenia wyborów określa odrębna ustawa. Skrócenie kadencji rady miasta i gminy może nastąpić w drodze referendum gminnego. Organem wykonawczym władz jest burmistrz. Siedzibą władz gminy jest ratusz w Międzylesiu, znajdujący się przy placu Wolności 1.
Burmistrzowie Międzylesia (od 1990):
- 1990–1994: Jerzy Błażejewski
- 1994–1998: Feliks Łukaszewicz
- od 1998: Tomasz Korczak

Mieszkańcy gminy Międzylesie wybierają parlamentarzystów do Sejmu z okręgu wyborczego Wałbrzych, a do Senatu z okręgu wyborczego dzierżoniowsko-kłodzko-ząbkowickiego, zaś posłów do Parlamentu Europejskiego z dolnośląsko-opolskiego okręgu wyborczego z siedzibą we Wrocławiu.
Na czele każdego z sołectw stoi sołtys jako jednoosobowy organ władzy wykonawczej, który ma do pomocy radę sołecką jako organ władzy ustawodawczej, która wybierana jest przez wszystkich mieszkańców danej wsi.

## Ochrona przyrody
Na obszarze gminy znajduje się część rezerwatu przyrody Śnieżnik Kłodzki chroni on najwyższe wzniesienie w Sudetach Wschodnich z roślinnością zielną, reprezentującą resztki elementu karpackiego w Sudetach.

### Sołectwa
Boboszów, Długopole Górne, Dolnik, Domaszków, Gajnik, Gniewoszów, Goworów, Jaworek, Jodłów, Kamieńczyk, Lesica, Michałowice, Nagodzice, Niemojów, Nowa Wieś, Pisary, Potoczek, Roztoki, Różanka, Smreczyna, Szklarnia.
Nieistniejące miejscowości: Czerwony Strumień.

## Sąsiednie gminy
Bystrzyca Kłodzka, Stronie Śląskie. Gmina sąsiaduje z Czechami.